# Волейбол в Азербайджане

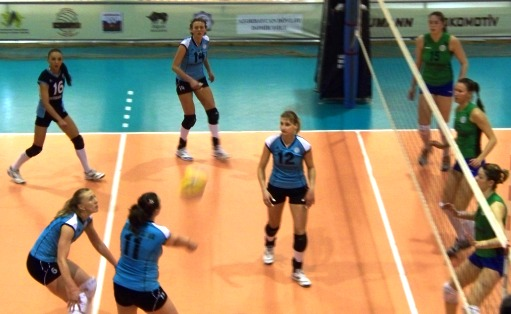
Чемпионат Азербайджана по волейболу среди женских команд. «Рабита» - «Игтисадчи». Баку, 26.04.2009

Волейбол в Азербайджане — вид спорта в Азербайджане. У азербайджанского волейбола есть славная история, которая насчитывает не один десяток лет, и красивые традиции. Ещё во времена СССР азербайджанские волейболисты отличались своей техничностью и высокими результатами. Вот уже несколько десятилетий, как волейбол считается одним из самых популярных видов спорта в Азербайджане.

## Общие сведения
Волейбол появился в Азербайджане в 1926 году, когда в Баку приехали на гастроли актёры московских театров — Камерного и Революции. Первая секция была организована Н. Аруновым среди железнодорожников Баку. Затем были созданы команды Азербайджанского государственного университета «Горняк», «Динамо», «Коммунальник», профсоюза нефтяников.
Первые волейбольные площадки были оборудованы в Баку на территории Азербайджанского государственного университета, в парках культуры и отдыха «Коммунист» и «Роте Фане».

## Период Азербайджанской ССР

### 1930-е
В тридцатых годах XX века азербайджанский волейбол уже был известен в СССР. Среди славных представителей того поколения следует отметить волейболистов Беюккиши Мурадова и Ивана Дьячкова. В 1932 году был проведён первый чемпионат Баку, в котором победили мужская и женская команды железнодорожников.

### 1950-е
К пятидесятым годам интерес к волейболу в Азербайджане значительно вырос, что способствовало появлению в республике множества сильных волейболистов. Они привлекались в сборную СССР, в составе которой выступали на чемпионатах мира и Европы. Азербайджанский волейболист Октай Агаев в 1958 году стал бронзовым призёром чемпионата Европы по волейболу среди мужских команд, проходившем в Праге.
В развитии женского волейбола в Азербайджане в пятидесятых годах большую роль сыграл тренер Шамиль Шамхалов. В 1956 году шесть воспитанников Шамхалова стали чемпионами СССР среди молодежи. Спустя три года Шамхалов отправил юношеские женские и мужские команды на Всесоюзную Спартакиаду школьников, которые возвратились из Москвы чемпионами.
В 1959 году взрослая мужская сборная Азербайджанской ССР по волейболу заняла третье место на II летней Спартакиаде народов СССР, что одновременно считалось XXII чемпионатом СССР по волейболу.

### 1960-е
В 1962 году 18-летняя азербайджанская волейболистка Инна Рыскаль вошла в состав сборной СССР на чемпионате мира. Проиграв лишь в финале японкам, сборная СССР завоевала серебряные медали. Став одним из основных игроков сборной, Инна Рыскаль выступала на четырёх Олимпийских играх. По количеству завоёванных медалей на Олимпийских волейбольных турнирах не имеет равных в мире. Её достижения впечатляют: двукратная олимпийская чемпионка 1968 и 1972 годов, двукратный серебряный призёр Олимпиад 1964 и 1976 гг, чемпионка мира 1970 года, обладатель Кубка мира 1973 года, трёхкратная чемпионка Европы 1963, 1967 и 1971 гг). За большие достижения в женском волейболе в 2000 году её фамилия появилась в Зале волейбольной славы, находящемся в городе Холиоке (штат Массачусетс, США), который принято считать местом рождения волейбола. Награждена орденом Трудового Красного Знамени.
Вместе с Инной Рыскаль олимпийской чемпионкой в составе сборной СССР в 1968 году становилась также другая воспитанница азербайджанской волейбольной школы Вера Лантратова. Она становилась также чемпионкой мира 1970 года и чемпионкой Европы 1967 года.
В начале шестидесятых годов в чемпионате СССР по волейболу среди женских команд выступали две команды Азербайджана — «Нефтяник» и «Мехсул». В 1966 году году, который ознаменовался бронзовыми наградами футбольного клуба «Нефтчи» в чемпионате СССР, аналогичный результат показывают и волейболистки «Нефтяника». Дебют «Нефтяника» в чемпионате СССР по волейболу среди женщин состоялся в 1950 году.

### 1970-е
В 1960-х — начале 1970-х годов «Нефтяник» (с 1972 — «Нефтчи») — одна из сильнейших команд страны. В 1972 году команда повторяет свой успех шестилетней давности, вновь завоевав бронзовые медали чемпионата СССР. Также «Нефтяник» завоевал серебряные медали Спартакиады народов СССР и союзного чемпионата 1967 в форме сборной Азербайджанской ССР.

### 1980-е
В 1980 году женская команда «Нефтчи» была переименована в БЗБК (по аббревиатуре Бакинского завода бытовых кондиционеров). В 1986 году главным тренером команды стал Фаиг Гараев, под руководством которого, уже через два года, в 1988 году БЗБК возвратилось в высшую лигу чемпионата СССР, где в 1990 году завоевала бронзовые награды. В 1990 году команда заняла второе место, а в 1991 году победила в розыгрыше Кубка СССР.

## Современный период

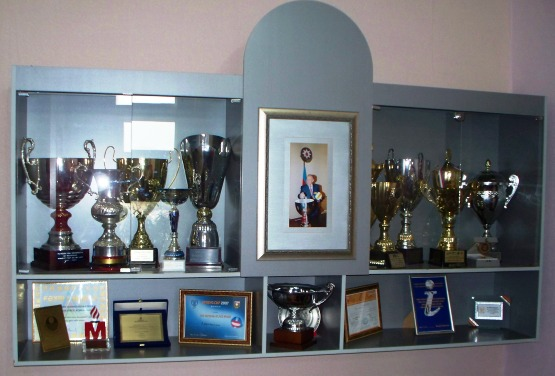
Уголок «Славы» в федерации волейбола Азербайджана

### 1990-е
Начиная с 1991 года, после обретения государственной независимости, Азербайджан стал выступать на международной арене под своим флагом. Первый успех приходит уже через два года. В 1993 году женская команда БЗБК дошла до финала Кубка обладателей кубков ЕКВ, где уступила немецкой команде КЮД (Берлин).
Под руководством Фаига Гараева женская сборная Азербайджана вышла в финальную часть чемпионата мира 1994 года, который прошёл в Бразилии, и заняла 9-12 места.
В период с 1997 по 2000 год азербайджанские команды находились вне международных соревнований. Большинство волейболисток покинули страну, став легионерками. Фаиг Гараев также уехал в Турцию, где приступил к тренерской работе в местных клубах.

### 2000-е

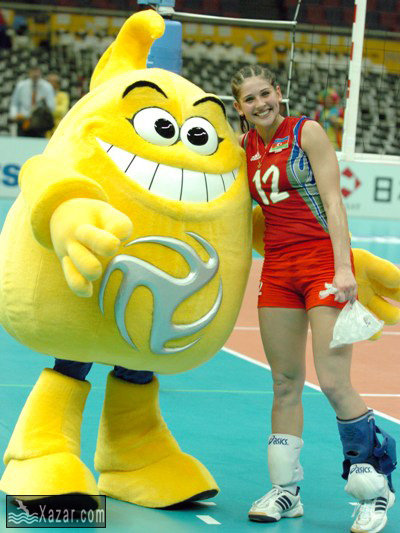
Валерия Коротенко - лучшая либеро ЧЕ 2005

В 2000 году по приглашению президента НОК Азербайджана Ильхама Алиева Фаиг Гараев возвратился на родину для развития волейбола в стране. Президентом Федерации волейбола Азербайджана был избран Зия Мамедов. Была начата новая эпоха азербайджанского волейбола.
Успехи не заставили себя долго ждать. Сначала женский волейбольный клуб «Азеррейл» завоевал европейский Кубок Топ команд. Затем женская сборная Азербайджана трижды выходила в финальную часть чемпионата Европы (2005 — Хорватия (4 место), 2007 — Бельгия, 2009 — Польша), а также во второй раз в своей истории завоевала право играть в финальном турнире чемпионата мира, который прошёл в 2006 году в Японии.
Два года подряд, в 2003 и 2004 годах женская Сборная Азербайджана по волейболу становилась третьим призёром международного турнира на Кубок первого президента России Бориса Ельцина.
В 2005 году женская сборная Азербайджана стала победителем европейского квалификационного турнира Гран-при мира, который проходил в азербайджанском городе Губа.

### 2010-е
В сентябре 2017 года в Баку и Гёйгёле проведён чемпионат Европы по волейболу среди женщин. Сборная Азербайджана заняла четвёртое место, проиграв матч за третье место Турции.

### 2020-е
Планируется создание Региональной волейбольной академии для развития детского и юношеского волейбола.
Азербайджанский арбитр Фуад Агаев в сезоне 2024/25 осуществляет судейство матчей Кубка Европейской конфедерации волейбола.
29 апреля 2025 года создан женский волейбольный клуб «DH Volley». 
Азербайджан примет матчи групповой стадии чемпионата Европы по волейболу среди женщин 2026. 

## Чемпионат Азербайджана

### 2022/23
Игры полуфинала состоялись 30 марта 2023 года. В полуфинале приняли участие команды «Муров», МОИК («ЦСКА»), «Хары бюльбюль», «Нефтчи».

### 2023/24
В чемпионате приняли участие команды «Нефтчи», «Муров Аз Терминал», «Азеррейл», МОИК («ЦСКА»), «Хары Бюльбюль» (Лачин), «Хары Бюльбюль» (Шуша). Чемпионат стартовал 6 ноября. Финальные игры прошли 22 апреля 2024 года.
Чемпионат состоял из четырёх этапов, и прошёл по круговой системе. В плей-офф вышли команды, занявшие первые четыре места.
Итоговая таблица:
- «Азеррейл» — 1 место[10]
- «Нефтчи» — 3 место

### 2024/25
Сезон начат 4 декабря 2024 года. В сезоне приняли участие 6 клубов — «Азеррейл», «Нефтчи», «Муров Аз Терминал», МОИК, «Хиласедиджи», «Гянджляр». «Гянджляр» является дебютантом чемпионата. Чемпионом стал «Азеррейл».

### Чемпионы
- 2023/24 — «Азеррейл»[10]
- 2024/25 — «Азеррейл»[14]

## Женский чемпионат Азербайджана

### 2022/23
Игры полуфинала состоялись 29 марта 2023 года. В полуфинале приняли участие команды «Абшерон», «Муров», «Азеррейл», «UNEC».

### 2023/24
В чемпионате приняли участие команды «Муров Аз Терминал», «Абшерон», «Академия национальной авиации», «Гянджа», «Азеррейл», «UNEC». Чемпионат стартовал 6 ноября. Финальные игры прошли 23 2024 года. Титул в восьмой раз завоевал «Азеррейл».
Итоговая таблица:
- «Азеррейл» — 1 место[10]
- «Абшерон» — 2 место
- «Муров Аз Терминал» — 3 место

### 2024/25
В сезоне приняли участие 6 клубов — «Азеррейл», «Абшерон», «Муров Аз Терминал», «Гянджа», «Национальная Академия Авиации», «UNEC». Сезон прошёл 3 декабря 2024 по 24 апреля 2025 года. Команды, занявшие первые четыре места, вышли в плей-офф. Чемпионом стал «Азеррейл».

### Чемпионы
- 2015/16 — «Азеррейл»
- 2023/24 — «Азеррейл»[10][15]
- 2024/25 — «Азеррейл»[16]

## Первая лига
Проводятся соревнования среди мужских и женских команд Первой лиги.

### 2022/23
Финал чемпионата 2022/23 прошёл 16 апреля 2023 года. Первое место разыграли команды «Express» и «Təhsil». Третье место занял «Hərbi İnstitut», четвёртое — «Kapitalist».
Итоговая таблица среди женщин:
1. «Xarı bülbül»
2. «Azərreyl-2»
3. «Ryuqa»
4. «Murov-2»

## Кубок Азербайджана по волейболу

### 2024/25
На первом этапе пройдёт групповая стадия, по три команды в двух группах.

## Евролига
Мужская сборная Азербайджана дебютировала в Евролиге в 2014 году. В 2019 году сборная сыграла в Серебряной лиге Европы.
Женская сборная Азербайджана дебютировала также в 2014 году, где заняла 4 место. В 2016 году сборная стала чемпионом.

### 2024
В мае — июне 2024 года мужская и женская сборные Азербайджана принимают участие в Золотой Евролиге 2024. Всего в соревновании принимают участие 12 команд. Четверо лучших команд примут участие в Финале четырёх.
17—19 мая два тура среди мужских сборных, и 31 мая — 2 июня тур среди женских сборных пройдут в Баку.
Мужская сборная встречается с Румынией, Украиной. Сборная проиграла Румынии (0-3).
Женская сборная встречается с Хорватией, Словакией. Сборная победила в матче с Хорватией (3-0).

## Пляжный волейбол

### 2023
В 2023 году мужская команда «Муров Аз Терминал» выиграла кубок Европы по пляжному волейболу, прошедший в Турции.

### Чемпионат Азербайджана 2024
Соревнования прошли во Дворце водных видов спорта. 
Итоговая таблица среди мужчин:
1. Вадим Кутуков и Эльмин Алышанов
2. Вугар Байрамов и Ульви Раджабли
3. Асиф Алиев и Гейдар Мамедли

Итоговая таблица среди женщин:
1. Лариса Смельцова и Фидан Ахмадханова
2. Лейла Паршкова и Фидан Фарзуллаева
3. Нармин Мусаева и Чинара Гулиева

### Чемпионат Европы до 20 лет 2024
С 25 по 28 июля 2024 года сборные Азербайджана по пляжному волейболу среди девушек и юношей до 20 лет примут участие в чемпионате Европы до 20 лет по пляжному волейболу 2024, который пройдёт в Мысловице (Польша).
В составе сборной среди юношей — Нариман Байрамлы и Мухаммед Асланлы, среди девушек — Сабина Ализаде и Лизи Лацабидзе.

### 2024
13 октября 2024 года женская и мужская команды «Азеррейл» выиграли кубок Европы по пляжному волейболу (Монпелье, Франция).

## Главные тренеры

### Мужская сборная Азербайджана
- Фарид Джалалов[азерб.][25]

### Женская сборная Азербайджана
- Фаиг Гараев[26]

### Юношеская сборная Азербайджана до 16 лет
- Дженгиз Акарчешме (2024)[27]

### Юношеская сборная Азербайджана до 18 лет
- Ягуб Расулов[28]
- Джахангир Сейед Аббаси[англ.][29]

### Юношеская сборная Азербайджана до 18 лет среди девушек
- Шахин Чатма[30]

### Молодёжная сборная Азербайджана до 18 лет среди девушек
- Шахин Чатма[31]

## Судейский корпус
Фуад Агаев, волейбольный арбитр международной категории, осуществлял судейство в Кубке ЕКВ в сезоне 2024/25.
Эльдар Зульфугаров осуществлял судейство в Женской лиге чемпионов ЕКВ в сезоне 2024/2025.
Арбитр международной категории Заур Гаджиев судил встречи Кубка ЕКВ 2024/2025.